# Departamentul Carazo
Departamentul Carazo este una dintre cele 17 unități administrativ-teritoriale de gradul I  ale Nicaraguei. Avea o populație de 166.073 locuitori în 2005. Reședința sa este orașul Jinotepe.